# Michael Birdsong
Michael Birdsong (* 6. Dezember 1993 in Colonial Heights, Virginia) ist ein ehemaliger US-amerikanischer American-Football-Spieler auf der Position des Quarterbacks Er spielte für die James Madison Dukes, Marshall Thundering Herd und die Tennessee Tech Golden Eagles College-Football. Im Jahr 2020 wurde er als MVP der japanischen X-League ausgezeichnet. Zuletzt spielte er für die Leipzig Kings in der European League of Football (ELF).

## Werdegang

### Jugend
High School
Birdsong begann im Alter von fünf Jahren mit dem American Football und war parallel dazu auch im Basketball und Baseball aktiv. Als Jugendlicher besuchte er die Matoaca High School in Matoaca, Chesterfield County. Dort erhielt er für seine Leistungen als Quarterback mehrere Auszeichnungen und wurde zum Abschluss seiner High-School-Laufbahn von der Roanoke Times auf dem 41. Platz der besten Spieler seines Jahrgangs aus Virginia eingestuft.
College
Birdsong spielte für drei verschiedene Universitäten in der NCAA Division I College Football. Zunächst verpflichtete er sich für die James Madison University, wo er 2012 und 2013 für die Dukes als Quarterback auflief. In seiner ersten Saison war er einer der wenigen Freshman, die bereits Spielzeit erhielten. Im Jahr 2013 war er schließlich der Starting Quarterback für die Dukes. In zwölf Spielen brachte er 268 Pässe für 2728 Yards und 22 Touchdowns an. Darüber hinaus erzielte er drei Touchdowns per Fuß. Zur Saison 2014 ergaben sich im Coaching Staff der Dukes einige Veränderungen, die auch eine Neuausrichtung des Spielkonzepts nach sich zogen. Birdsong sank in dieser erneuerten Umgebung in der Quarterback-Hierarchie ab, weshalb er mithilfe seines vorherigen Trainers J. C. Price an die Marshall University zur Thundering Herd transferiert wurde. Nachdem er in seinem ersten Jahr als Redshirt nicht am Spielbetrieb teilgenommen hatte, wurde er für die Saison 2015 zum Starting Quarterback ernannt. Zwar hatte er am ersten Spieltag sein Team noch zu einem Comeback-Win geführt, doch folgten anschließend durchwachsenere Wochen sowie eine Schulterverletzung. Schließlich wurde er im Frühling 2016 zu den Tennessee Tech Golden Eagles transferiert, wo er sein letztes College-Jahr verbrachte. Bei den Golden Eagles kam Birdsong in elf Spielen zum Einsatz und absolvierte seine statistisch beste College-Saison. Mit 2577 geworfenen Yards erzielte er die bis dato zweitmeisten Passing Yards in einer Saison an seiner Schule und brach zudem den Schulrekord in der kombinierten Lauf- und Passspiel Statistik (Total Offense). Hierfür wurde er mit dem Robert Hill Johnson Award geehrt. Dieser Award wird durch eine Wahl innerhalb der Teammitglieder vergeben und gilt als die höchste Auszeichnung der Golden Eagles. Darüber hinaus wurde er in das Ohio Valley Conference All-Newcomer Team ernannt sowie für eine Teilnahme am FBS All-American Tropical Bowl in Daytona Beach ausgewählt.

### Herren
Nordamerika
Im Frühjahr 2017 bereitete sich Birdsong an den Chip Smith Performance Systems in Atlanta sowie in San Diego mit dem Quarterback-Coach Cree Morris auf den NFL Regionale Combines in Washington, D.C. vor. Darüber hinaus präsentierte er sich an den UT-Chattanooga Pro Days einigen NFL-Scouts und absolvierte ein Probetraining bei den Oakland Raiders. Im NFL Draft 2017 wurde Birdsong dennoch von keinem Franchise ausgewählt. Als Undrafted Free Agent absolvierte er sowohl bei den Seattle Seahawks als auch bei den New Orleans Saints Mini-Camps, wurde allerdings in der Folge nicht unter Vertrag genommen. Anschließend wollte Birdsong seine Karriere zunächst beenden, doch nahm er nach mehreren Monaten Pause das Training wieder auf. Im Januar 2018 wurde Birdsong vom Canadian-Football-Team BC Lions verpflichtet. In Vancouver nahm er an Trainingscamps teil, konnte sich jedoch keinen Kaderplatz für die CFL-Saison sichern.
Japan
Wenige Wochen nach seiner Entlassung bei den BC Lions wurde Birdsong von den Fujitsu Frontiers aus der X-League verpflichtet. Die japanische Liga galt als die beste Footballliga außerhalb Nordamerikas. In seiner ersten Saison kam er in allen sechs regulären Saisonspielen zum Einsatz und führte die Titelverteidiger aus Fujitsu zu sechs Siegen. Im X-Bowl XXXII, dem Finale um die japanische Meisterschaft, trug Birdsong mit einem Rushing sowie einem Passing Touchdown zum 35:18-Sieg über die IBM BigBlue bei. Als japanischer Meister qualifizierten sich die Frontiers zudem für den Rice Bowl, in dem der Sieger der Universitätsmeisterschaft gegen jenen der X-League antritt. Die Frontiers schlugen die Kwansei Gakuin University Fighters mit 52:17 und sicherten sich so das Double. Nach der Saison wurde Birdsong zum Rookie des Jahres ernannt. In der Saison 2019 blieb Birdsong bei 114 Passversuchen ohne gegnerische Interception und konnte darüber hinaus die Anzahl an Touchdown-Pässen im Vergleich zum Vorjahr auf 14 verdoppeln. Am letzten Spieltag der regulären Saison zog sich Birdsong eine Achillessehnenruptur zu. Die Frontiers konnten den Ausfall Birdsongs kompensieren und auch ohne ihn den X-Bowl XXXIII sowie den Rice Bowl gewinnen. Birdsong kehrte zur aufgrund der COVID-19-Pandemie verkürzten Saison 2020 zurück und führte die Frontiers erneut ins Finale um die japanische Meisterschaft. Dort unterlagen die Frontiers jedoch den Obic Seagulls mit 13:7. Birdsong wurde nach der Saison die Auszeichnung des Most Valuable Players der X-League verliehen.
Europa
Zur historisch ersten Saison der European League of Football 2021 wurde Birdsong zunächst von den Ingolstadt Praetorians, dann von den Leipzig Kings unter Cheftrainer Fred Armstrong verpflichtet und mit einem Zwei-Jahres-Vertrag ausgestattet. Nachdem er in den ersten beiden Spielen bereits sieben Touchdown-Pässe bei vier Interceptions werfen konnte und dabei sowohl ein Sieg als auch eine Niederlage registriert wurde, fiel Birdsong die folgenden drei Spiele der Kings aus, welche diese alle verloren. Nach der Rückkehr Birdsongs konnten die Leipziger drei Spiele in Serie gewinnen, was unter anderem auch auf Birdsong zurückzuführen war. So warf er in der neunten und zehnten Spielwoche jeweils fünf Touchdown-Pässe. Für seine Leistungen im Spiel gegen die Cologne Centurions in Woche 10 wurde er als Spieltags-MVP ausgezeichnet. Birdsong hatte statistisch das beste Quarterback-Rating in der Liga. Am 21. März 2022 gab Birdsong sein Karriereende bekannt.

“Leipzig, I am here to officially announce my retirement as a player of this game. A lot of time and thought has been put in this decision. I can’t put into words how much this past season has meant to me. I’m honored to have been able to play for the Kings for my final season. However, my last few seasons didn’t come without setbacks. The injuries have taken a toll. Having played with a tear in my achilles this past season and nearly escaping without the need of surgery, I feel I can’t put my body at risk for that again.”

„Leipzig, ich möchte hiermit offiziell meinen Rücktritt als Spieler dieses Spiels bekannt geben. Ich habe viel Zeit und Überlegungen in diese Entscheidung gesteckt. Ich kann nicht in Worte fassen, wie viel mir die vergangene Saison bedeutet hat. Ich fühle mich geehrt, dass ich in meiner letzten Saison für die Kings spielen durfte. Die letzten paar Spielzeiten verliefen jedoch nicht ohne Rückschläge. Die Verletzungen haben ihren Tribut gefordert. Nachdem ich in der letzten Saison mit einem Achillessehnenanriss gespielt habe und nur knapp ohne Operation davongekommen bin, möchte ich meinen Körper nicht noch einmal einem solchen Risiko aussetzen.“

## Statistiken
Die vorliegende Tabelle enthält die Statistiken aus den regulären Saisonspielen.
| Jahr | Team                         | Spiele | Passspiel | Passspiel | Passspiel | Passspiel | Passspiel | Passspiel | Passspiel | Passspiel | Laufspiel | Laufspiel | Laufspiel | Laufspiel |
| Jahr | Team                         | Spiele | Komp.     | Versuche  | Quote     | Yards     | Avg       | TD        | INT       | Rtg       | Läufe     | Yards     | Avg       | TD        |
| --- | ---------------------------- | ------ | --------- | --------- | --------- | --------- | --------- | --------- | --------- | --------- | --------- | --------- | --------- | --------- |
| College Division I                                                                                                |                              |        |           |           |           |           |           |           |           |           |           |           |           |           |
| 2012 | James Madison Dukes          | 08     | 041       | 077       | 53,2 %    | 0478      | 06,2      | 04        | 01        | —         | 026       | 179       | 6,9       | 1         |
| 2013 | James Madison Dukes          | 12     | 227       | 376       | 60,4 %    | 2728      | 07,3      | 22        | 15        | —         | 129       | 310       | 2,4       | 3         |
| 2015 | Marshall Thundering Herd     | 06     | 043       | 082       | 52,4 %    | 0365      | 04,5      | 02        | 04        | 088,1     | 021       | 051       | 2,4       | 1         |
| 2016 | Tennessee Tech Golden Eagles | 11     | 216       | 346       | 62,4 %    | 2577      | 07,4      | 17        | 07        | —         | 104       | 226       | 2,2       | 4         |
| College Gesamt | College Gesamt               | 37     | 527       | 881       | 59,8 %    | 6178      | 07,0      | 45        | 27        | —         | 280       | 766       | 2,7       | 9         |
| X-League |                              |        |           |           |           |           |           |           |           |           |           |           |           |           |
| 2018 | Fujitsu Frontiers            | 06     | 078       | 121       | 64,5 %    | 0962      | 08,0      | 07        | 02        | —         | 043       | 249       | 5,8       | 3         |
| 2019 | Fujitsu Frontiers            | 06     | 071       | 114       | 62,3 %    | 1051      | 09,2      | 14        | 0         | —         | 027       | 120       | 4,4       | 4         |
| 2020 | Fujitsu Frontiers            | 03     | 044       | 071       | 62,0 %    | 0704      | 09,9      | 07        | 01        | —         | 019       | 095       | 5,0       | 1         |
| X-League Gesamt                                                                                                   | X-League Gesamt              | 15     | 193       | 306       | 63,1 %    | 2717      | 08,9      | 28        | 03        | —         | 089       | 464       | 5,2       | 8         |
| European League of Football                                                                                       |                              |        |           |           |           |           |           |           |           |           |           |           |           |           |
| 2021 | Leipzig Kings                | 07     | 146       | 234       | 62,4 %    | 1597      | 06,8      | 24        | 06        | 106,0     | 028       | 156       | 5,6       | 0         |
| ELF Gesamt | ELF Gesamt                   | 07     | 146       | 234       | 62,4 %    | 1597      | 06,8      | 24        | 06        | 106,0     | 028       | 156       | 5,6       | 0         |
| Quellen: jmusports.com, sports-reference.com, ttusports.com, american-football-japan.com, europeanleague.football |                              |        |           |           |           |           |           |           |           |           |           |           |           |           |

## Privates
Birdsongs Vater Frank spielte College Football für die Newport News Apprentice. Birdsong ist verheiratet.